# Stenhomalus saleuicola
Stenhomalus saleuicola là một loài bọ cánh cứng trong họ Cerambycidae.